# 萨拉·比林斯利·科瓦雷诺
萨拉·比林斯利·科瓦雷诺（挪威語：Sara Blengsli Kværnø，1982年7月28日—），挪威女子羽毛球運動員。

## 簡歷
1991年，萨拉在家鄉Grong的俱樂部開始接觸羽毛球，起初只是跟兩個好朋友玩玩。1993年，她首次參加正式比賽，兩年後首次參加全國賽；至2000年首次代表挪威國家羽毛球隊參加優霸盃賽事。
2012年，萨拉·比林斯利·科瓦雷诺代表挪威出戰英國倫敦舉行的奥林匹克运动会羽毛球比賽女子單打項目，在小組賽階段先後負於韓國的成池鉉和中國香港的葉姵延，兩戰全敗出局。

## 主要比賽成績
只列出曾進入準決賽的國際賽事成績：
| 年份   | 賽事                 | 公開賽級別 | 項目     | 成績   |
| ------ | -------------------- | ---------- | -------- | ------ |
| 2009年 | 冰島羽毛球國際賽     | 國際系列賽 | 女子單打 | 準決賽 |
| 2011年 | 冰島羽毛球國際賽     | 國際系列賽 | 女子單打 | 準決賽 |
| 2012年 | 羅馬尼亞羽毛球國際賽 | 國際系列賽 | 女子單打 | 準決賽 |

| 2007-2017年 | 首要超級賽 | 超級賽 | 黃金大獎賽 | 大獎賽 | 國際挑戰賽 | 國際系列賽 | 未來系列賽 | 其他 |

| 2018-2026年 | 總決賽 | 超級1000賽 | 超級750賽 | 超級500賽 | 超級300賽 | 超級100賽 | 國際挑戰賽 | 國際系列賽 | 未來系列賽 | 其他 |

### 奧運會和世錦賽參賽紀錄
|          | 2012       |
| -------- | ---------- |
| 女子單打 | 小組第三名 |